# Aqua Timez
Aqua Timez es una banda de pop rock japonés de la discográfica Sony Music Entertainment Japan.

## Historia
La banda se formó en el año 2000 después de que dos de sus miembros se conocieran a través de Internet y descubrir que habían asistido a la misma universidad. Cuando se formó como banda con sus miembros actuales en el año 2003 tomo el nombre de “Aqua Times”. La banda no obtuvo ningún renombre durante este periodo. En el año 2005 cambiaron su nombre por “Aqua Timez”. Su primer éxito bajo este nombre fue Sora Ippai ni Kanaderu Inori, un mini-álbum que estuvo bien situado en el Oricon. 

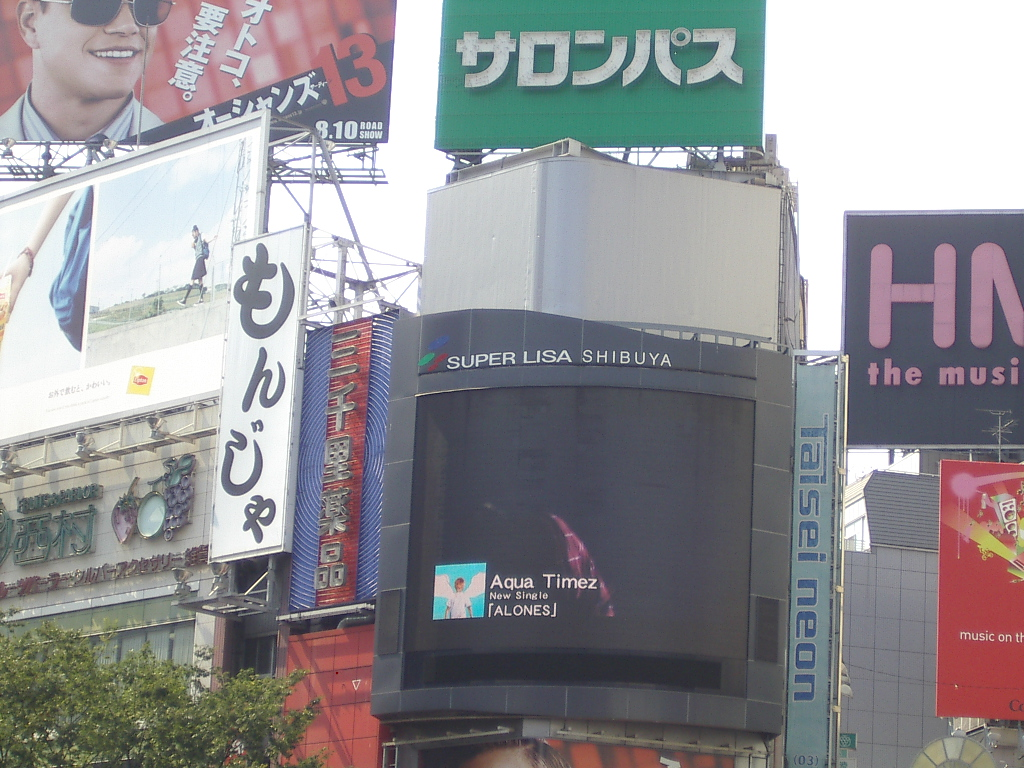
ALONES PV en Shibuya.

En el año 2006 el grupo sacó su segundo mini-álbum Nanairo no Rakugaki que contenía 7 canciones. Su primer single, Ketsui no Asa Ni, fue usada en la adaptación de la película de la novela Brave Story. Más tarde en el mismo año, se anunció que una de sus canciones se usaría en Bleach: Memories of Nobody, la película de la serie de manga y anime Bleach La canción Sen no Yoru wo Koete (千の夜をこえて; Passing Over a Thousand Nights?), entró en la lista de sencillos del Oricon en el número 5 y vendió más de 100 000 copias.
Más tarde ese mismo año, la banda sacó su primer álbum completo: Kaze wo Atsumete. Dicho álbum alcanzó la tercera posición en la lista Oricon. Desde su lanzamiento ha vendido más de 200 000 copias. Shiori, su tercer single, fue usado en anuncios comerciales por una marca de bebidas conocida como Mitsuya Cider y alcanzó la quinta posición en el Oricon.
En el 2007 la banda compuso nuevamente para Bleach. Su cuarto single ALONES fue usado como el sexto opening para el anime y subió hasta la tercera posición en el Oricon.
Más recientemente la banda ha producido su quinto single Chiisana Tenohira (quinta posición en el Oricon) y su segundo álbum completo Dareka no Chijoue fue lanzado el 21 de noviembre de 2007.
Medio año después sacaron su sexto single Niji, que fue usada como banda sonora en Gokusen 3.
En otoño de 2008, Aqua Timez lanzó el sencillo "Velonica", que fue usado como el noveno opening de Bleach.
El 19 de octubre de 2009 se presentaron en el programa WWE Monday Night Raw tocando sus éxitos.
El 26 de enero de 2011, lanzaron el sencillo "Mayonaka no orchestra", cuya canción del mismo nombre fue la elegida para el ending 16 de Naruto: Shippūden
El 22 de febrero de 2012, lanzaron el sencillo "MASK", que fue usado como el ending 30 y último de Bleach.

## Miembros
- Vocal：太志 （ふとし）, aka Futoshi; nacido el 10 de mayo de 1980
- Bajo：OKP-STAR （おーけーぴーすたー）; nacido el 25 de marzo de 1977
- Guitarra, Programación：大介 （だいすけ）, aka Daisuke; nacido el 12 de abril de 1977
- Teclado：mayuko （まゆこ）; nacida el 18 de septiembre de 1977
- Batería：TASSHI （たっしー）; nacido el 21 de agosto de 1978

## Discografía

### Sencillos
1. Ketsui no Asa Ni (決意の朝に) (Lanzado el 5 de julio de 2006)
  1. Ketsui no Asa Ni (決意の朝に; In the Morning of Decisión)
  2. Ayumi (歩み; Walking)
  3. Sabishiki Warera (淋しき我ら; Lonely Us)
  4. Ketsui no Asa Ni (Instrumental Mix)
2. Sen no Yoru wo Koete (千の夜をこえて) (Lanzado el 22 de noviembre de 2006; 5º en Oricon)
  1. Sen no Yoru wo Koete (千の夜をこえて; Passing Over a Thousand Nights)
  2. Sen no Yoru wo Koete (Instrumental Mix)
3. Shiori (しおり) (Lanzado el 9 de mayo de 2007; 5º en Oricon)
  1. Shiori (しおり; Bookmark)
  2. Yume Fuusen (夢風船; Dream Balloon)
4. ALONES (Lanzado el 1 de agosto de 2007; 3º en Oricon)
  1. ALONES
  2. Akatsuki (暁; Daybreak)
  3. Mr. Roodorannaa (DJ Mass'Skate Sonic* Remix)(Mr.ロードランナー; Mr. Roadrunner)
  4. ALONES (Instrumental Mix)
5. Chiisana Tenohira (小さな掌) (Lanzado el 31 de octubre de 2007; 5º en Oricon)
  1. Chiisana Tenohira (小さな掌; Little Palm)
  2. Chiisana Tenohira (Instrumental Mix)
6. Honto wa ne (ほんとはね) (Lanzado el 9 de febrero de 2008)
  1. Honto wa ne (ほんとはね; Really eh?)
  2. Honto wa ne (ほんとはね) (Instrumental)
7. Niji (虹) (Lanzado el 7 de mayo de 2008)
  1. Niji (虹; Rainbow)
  2. Yasashii Kioku ~evalasting II~ (優しい記憶～evalastingⅡ～; Kind Memory)
  3. Honto wa Ne (ほんとはね; Actually)
  4. No Live, No Life
  5. Niji -Instrumental-
8. Natsu no Kakera (夏のかけら) (Lanzado el 1 de octubre de 2008)
  1. Natsu no Kakera (夏のかけら; Fragments of Summer)
  2. Aki ni Naru no ni (秋になるのに; Although it is Fall)
  3. on the run
  4. Natsu no Kakera -Instrumental-
9. Velonica (Lanzado el 14 de enero de 2009)
  1. Velonica
  2. Kanadeai (奏であい)
  3. Kaori (薫; Aroma)
  4. Velonica -Instrumental-
10. Stay Gold (Lanzado el 4 de marzo de 2009)
  1. STAY GOLD
  2. STAY GOLD (Instrumental)
11. Plumeria ~Hana Uta~ (Lanzado el 29 de julio de 2009)
  1. Plumeria ~Hana Uta~ (プルメリア ～花唄～)
  2. Nagasugita Yoru ni (長すぎた夜に)
  3. Perfect World -blue forest ver.-
  4. Plumeria ~Hana Uta~ (プルメリア ～花唄～) -Instrumental-
12. Ehagaki no Haru (Lanzado el 27 de enero de 2010)
  1. Ehagaki no Haru (絵はがきの春)
  2. Nagareboshi no Uta (流星のうた)
  3. Sora ni Chikai Machi (空に近い街)
  4. Ehagaki no Haru (絵はがきの春) -Instrumental-
13. Mayonaka no Orchestra (Lanzado el 26 de enero de 2011)
  1. Mayonaka no Orchestra
  2. Kaze ni Fukarete
  3. Full a Gain
  4. Mayonaka no Orchestra (Instrumental)
14. MASK (Lanzado el 22 de febrero de 2012)
  1. MASK
  2. Sora ni Tsuzuku Michi
  3. 1980
  4. MASK -Instrumental-

### Álbumes
1. Kaze Wo Atsumete (風をあつめて; Gather the Wind) (Lanzado el 6 de diciembre de 2006; 3º en Oricon)
  1. 1mm
  2. Hoshi no Mienai Yoru (星の見えない夜; Starless Night)
  3. No rain, No rainbow
  4. Ketsui no Asa Ni (決意の朝に; In the Morning of Decisión)
  5. Hachi Mitsu ～Daddy, Daddy～ (ハチミツ; Honey ～Daddy, Daddy～)
  6. Sen no Yoru Wo Koete (千の夜をこえて; Passing Over a Thousand Nights)
  7. green-bird [Interlude]
  8. Ayumi (歩み; Walking)
  9. Mastermind (マスターマインド/Masutaa Maindo)
  10. White Hall (ホワイトホール/Howaito Hooru)
  11. Present (プレゼント/Purezento)
  12. Perfect World
  13. Itsumo Issho (いつもいっしょ; Always Together)
  14. Shiroi Mori (白い森; White Forest)
2. Dareka no Chijoue (ダレカの地上絵; Somebody's Geoglyph) (Lanzado el 21 de noviembre de 2007; 2º en Oricon)
  1. Isshun no Chiri (一瞬の塵; A Moment's Dust)
  2. Sekai de Ichiban Chiisana Umi Yo (世界で一番小さな海よ; The Tiniest Sea in the World!)
  3. Shiori (しおり; Bookmark)
  4. Chiisana Tenohira (小さな掌; Little Palm)
  5. B with U
  6. Pivot (ピボット/Pibotto)
  7. Hakuchuumu [interlude] (白昼夢; Daydream)
  8. Aki no Shita De (秋の下で; Beneath Autumn)
  9. ALONES
  10. Rankiryuu (乱気流; Turbulent Air)
  11. Garnet (ガーネット/Gaanetto)
  12. Boku no Basho～evergreen～ (僕の場所; My Place)
  13. Yume Fuusen [yurikago version] (夢風船; Dream Balloon -cradle version-)
  14. Obaachan (おばあちゃん; Grandmother) (Pista oculta)

  - Obaachan es la pista 29 tras las pistas mudas de la 14 a la 28.
3. Utai Sarishi Hana [Lanzado el 11 de marzo de 2009]
  1. BIRTH
  2. Velonica
  3. Wakare no Uta -Still Connected- (別れの詩 -Still Conencted-)
  4. Niji (虹)
  5. STAY GOLD
  6. Natsu no Kakera (夏のかけら)
  7. Honto wa ne (ほんとはね)
  8. Massigura
  9. Tsuki, Noboru (月、昇る)
  10. Kono Hoshi ni (この星に)
  11. Kirakira ~Original Version~ (きらきら ~Original Version~)
  12. One
  13. Utai Sarishi Hana (うたい去りし花)
  14. Re:BIRTH
  15. Niji ~Album Version~ (虹 ~Album Version~)

### Mini-álbumes
1. Sora Ippai ni Kanaderu Inori (空いっぱいに奏でる祈り; A Prayer Playing All Across the Sky) (lanzado el 24 de agosto de 2005)
  1. Kibou no Saku Oka Kara (希望の咲く丘から; From the Blooming Hill of Hopes)
  2. Himawari (向日葵; Sunflower)
  3. Toushindai no Rabu Songu (等身大のラブソング; Life-Sized Love Song)
  4. Hitori Goto (独り言; Monologue)
  5. Joushou Kiryuu (上昇気流; Updraft/Rise in Popularity)
  6. Isshou Seishun (一生青春; Youth of a Lifetime)
  7. Hajimari no Heya (始まりの部屋; Room of Beginnings)
  8. blues on the run
  9. Aoi Sora (青い空; Blue Sky)
2. Nana Iro no Rakugaki (七色の落書き; Seven-Colored Graffiti) (Lanzado el 5 de abril de 2006)
  1. Shabondama Days (シャボン玉Days; Soap Bubble Days)
  2. Jitensha (自転車; Bicycle)
  3. Miseinen (未成年; Minor)
  4. Hitotsu Dake (ひとつだけ; Just One)
  5. Mr. Roodorannaa (Mr.ロードランナー; Mr. Roadrunner)
  6. Yoru no Hate (夜の果て; The Night's Limit)
  7. words of silence
  8. Shizuka na Koi no Monogatari (静かな恋の物語; Story of Gentle Love)